# Хасан-бий
Хасан — мангыт, один из младших сыновей Ваккаса, бий Ногайской орды после своих старших братьев Мусы и Ямгурчи примерно в 1504—1508 гг.
«Правителем улуса» (то есть вождём мангытов, которые составляли основу Орды) при нём был Алчагир, сын старшего брата Хасана, Мусы. При нём расстроились отношения ногаев с Литвой. Видимо, после падения Большой Орды смысла в этом союзе для ногайцев не было, а Русь предлагала антилитовский союз. Хасан, видимо, не пользовался таким авторитетом среди знати, как его старшие братья. Уже в 1505 году намечается раскол с Алчагиром, который желает вести свою политику и посылает послов в Литву. Летом 1507 года Алчагир не пропустил к Хасану и сыну Ямгурчи Алачу послов из Москвы. За Алчагиром и его братьями стояли мангытские улусы, а Хасан был избран советом кочевой знати, которая не горела желанием сражаться за своего избранника. В 1508 году Хасан предпринял последнюю попытку укрепить свою власть. Согласно традиции он пригласил в ханы шибанида, чтобы стать при нём беклярбеком. Был приглашён Агалак, сын Махмудека. Вероятно, местная знать не пожелала подчиняться Агалаку. После 1508 года сведений ни о Агалаке, ни о Хасане нет.
Хасан был женат на дочери крымского хана Менгли Гирея, а свою дочь выдал за его сына Мухаммеда.